# Aderus guyanensis
Aderus guyanensis es una especie de coleóptero de la familia Aderidae. Fue descrita científicamente por Maurice Pic en 1920.

## Distribución geográfica
Habita en Guayana.